# NN-140
La carretera NN‑140 es una vía departamental secundaria ubicada en el departamento de Chontales, en la región central de Nicaragua. Conecta los municipios de Juigalpa y La Libertad, sirviendo como enlace entre rutas principales como la NIC-71.

## Trazado y cruces
| km   | Localidad / Punto | Departamento | Conexión / Ruta |
| ---- | ----------------- | ------------ | --------------- |
| 0,0  | Juigalpa          | Chontales    | NIC 71          |
| 8,7  | El Trapiche       | Chontales    | Camino rural    |
| 18,4 | La Libertad       | Chontales    | Calle urbana    |

## Coordenadas
Uno de los tramos de la NN‑140 puede ser encontrado en las coordenadas: 11°10′13″N 84°10′05″O / 11.1702, -84.1681